# Gose (Abzucht)
Die Gose ist ein ca. 7,1 km langer, orografisch linker Nebenfluss der Abzucht in Niedersachsen, Deutschland.

## Name
Der Fluss wird im Zeitraum 1185–1189 als iuxta Gosam erstmals schriftlich genannt. Der Name leitet sich von der germanischen Wurzel *gusa- ab und bedeutet ungefähr 'Sturzbach'.

## Geographie

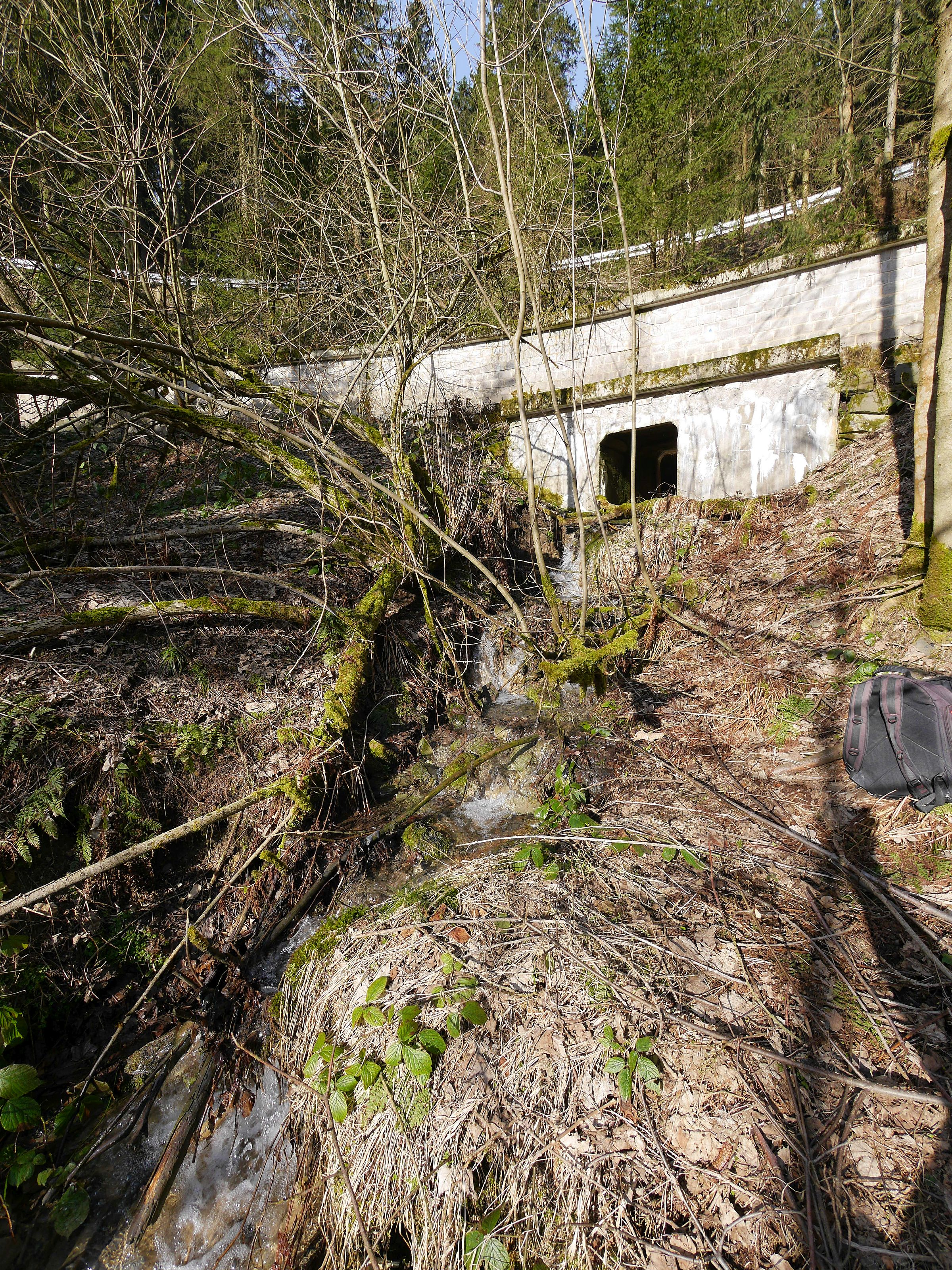
Die Quelle der Gose

Die Gose entspringt im Harz nördlich von Auerhahn an der Ostflanke des Bocksbergs (726 m). Ihre Quelle liegt unterhalb der Bundesstraße 241 auf einer Höhe von 615 m ü. NN. In einem engen, steilhängigen Tal fließt der Bach nach Nordosten, zunächst gefällereich entlang des Bärweges und dann entlang der Bundesstraße 241. Schließlich mündet die Gose am Westrand der Stadt Goslar, für die sie namengebend war, auf 285 m ü. NN in die Abzucht. Sie führt an der Mündung mehr Wasser als die Abzucht, deren Einzugsgebiet um ein Drittel kleiner ist.
Auf ihrem 7,1 km langen Weg überwindet die Gose einen Höhenunterschied von 330 m, was einem mittleren Sohlgefälle von 46,5 ‰ entspricht. Sie entwässert ihr 10 km² großes Einzugsgebiet über Abzucht, Oker, Aller und Weser zur Nordsee.

## Geschichte

### Trinkwasserversorgung

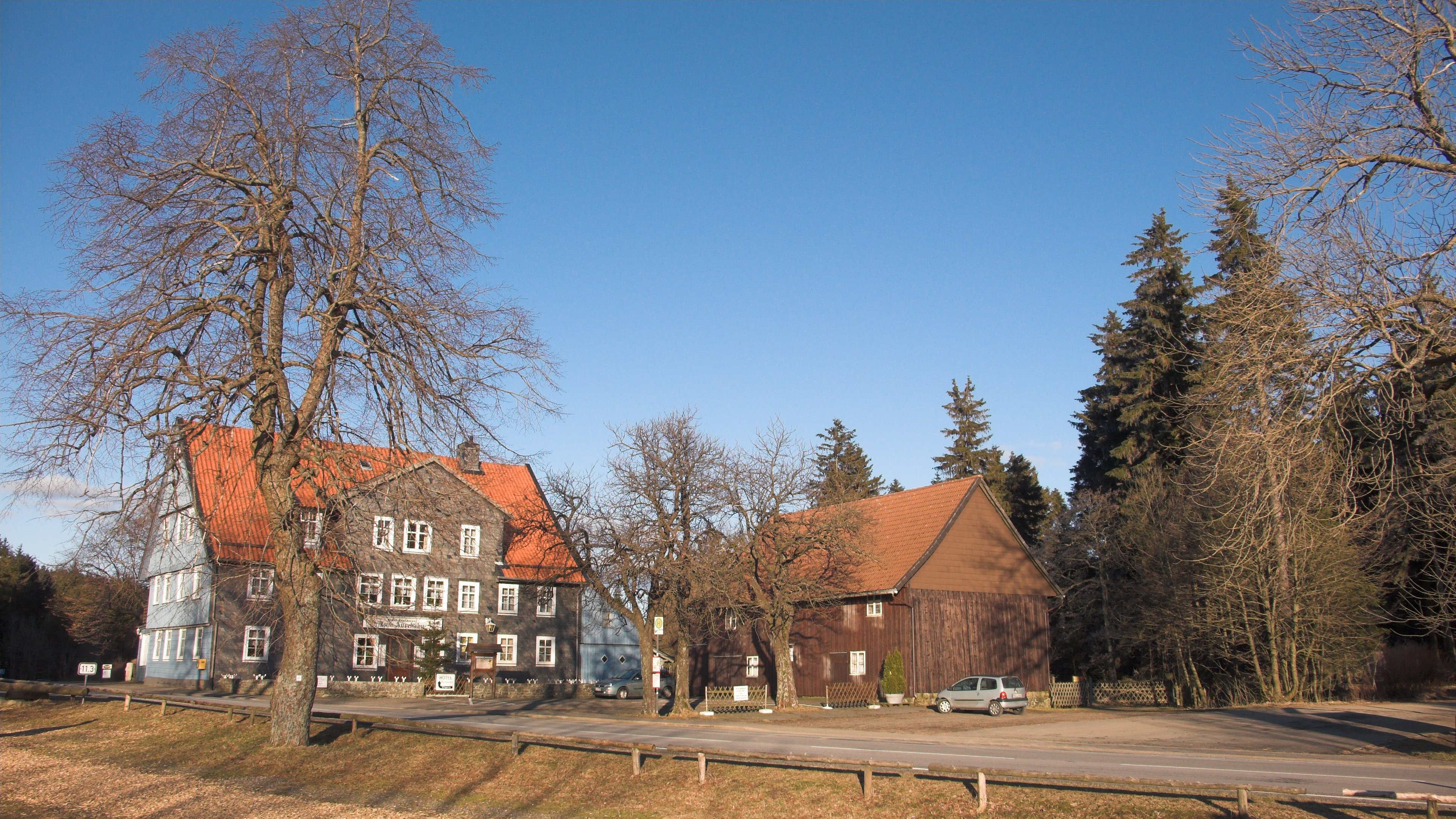
Der Gasthof Auerhahn nahe der Gose-Quelle am Ende der Auerhahn-Kaskade an der B 241

Das Wasser der Gose wurde im Mittelalter u. a. zum Brauen des obergärigen Gose-Bieres genutzt. Da die Abzucht durch den Bergbau des Rammelsberges belastet war, wurde bereits im 13. Jahrhundert ein Kanal oberhalb des Zusammenflusses von Gose und Abzucht abgeleitet und unabhängig vom Verlauf der Abzucht durch die Stadt geleitet. Vom Hauptkanal aus, der auch Mühlen betrieb, wurde das Trinkwasser anfangs über offene Rinnen (Beeken) und später durch Pipen (hölzerne Röhren) zwischen die einzelnen Grundstücke geleitet und versorgte die Goslarer mit Frischwasser. Dieses Wasserversorgungssystem wurde erst 1876 durch das Heranführen von Quellwasser aus dem Gelmketal abgelöst, da der Wasserbedarf der Stadt stetig gestiegen war.
Seit Mitte der 1970er Jahre haben die Harzwasserwerke die Möglichkeit, oberhalb des Campingplatzes Sennhütte erhöhte Abflüsse und Hochwässer über den sogenannten Goseschacht in den Oker-Grane-Stollen einzuleiten, der an dieser Stelle das Gosetal unterquert. Seitdem sind wirkliche Hochwässer mit Überflutung des Marktplatzes in Goslar sehr selten geworden.

### Gose und Abzucht

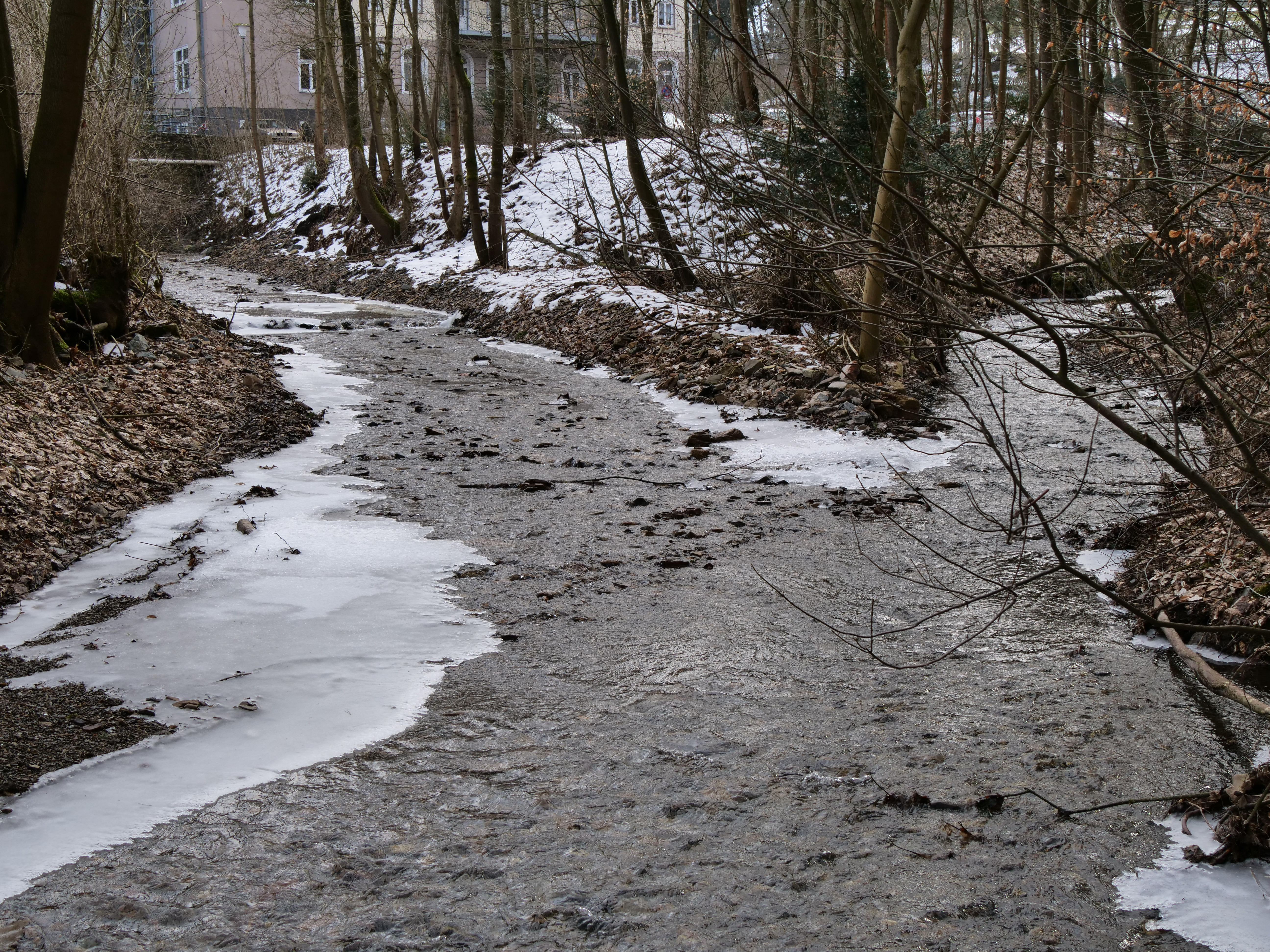
Einmündung der Gose (rechts) in die Abzucht

Der Name der Gose, mit dem auch der Name „Goslar“ im Zusammenhang steht, ist bereits aus dem 12. Jahrhundert überliefert.
Ende des 19. Jahrhunderts teilte sich die Gose in der Stadt in drei teilweise künstlich angelegte Arme. Einer verlief am Straßenzug An der Gose, wo er noch heute unterirdisch geführt wird. Er verzweigte sich beim Stoben und vereinigte sich wieder auf Höhe des Markts. Dort zweigte ein Arm direkt zur Abzucht ab, während ein anderer eine Mühle antrieb und Frischwasser bis zum Gosewinkel führte. Dort knickte er zur Gosestraße hin ab und mündete ebenfalls in die Abzucht. Ein dritter Arm wird von Hölscher im Verlauf der Beek vermutet.
Heute ist nur noch die Abzucht im Straßenbild sichtbar. Der Name der Abzucht, dessen älteste Überlieferung aus dem 13. Jahrhundert stammt, bedeutet „Wasserzug“ und findet sich in ähnlichen Formen stets als Name eines künstlich angelegten Fließgewässers. Das heute Abzucht genannte Fließgewässer verläuft in der Stadt durchweg in von Stein eingefassten Ufern.